# マリアノ・カレラ
マリアノ・ナタリオ・カレラ（Mariano Natalio Carrera、1980年7月22日 - ）は、アルゼンチンのプロボクサー。「Adrenalina」の異名を持つ。ブエノスアイレス州サン・イシドロ出身。

## 来歴
2001年5月4日に20歳でプロデビューする。翌2002年4月13日にはアルゼンチンミドル級王座を獲得した。さらに2003年6月7日にはWBOラテンアメリカミドル級王座を獲得した。
2004年6月19日にはWBOインターコンチネンタルミドル級王座を獲得した。
2005年5月20日にはWBAフェデラテンミドル級王座を獲得した。
2005年8月27日、WBAフェデラテンミドル級王座の初防衛に成功し、南米ミドル級王座を獲得した。
2006年12月2日、WBA世界ミドル級王者ハビエル・カスティリェホに挑戦し、11回TKOで勝利した。しかし、その後のドーピング検査で違反薬物のクレンブテロールが検出され勝利は取り消された。

## 獲得タイトル
- アルゼンチンミドル級王座
- WBOラテンアメリカミドル級王座
- WBOインターコンチネンタルミドル級王座
- WBAフェデラテンミドル級王座
- 南米ミドル級王座